# Округ Розо (Минесота)
Розо (енгл. Roseau County) је округ у америчкој савезној држави Минесота.

## Демографија
По попису из 2010. године број становника је 15.629, што је 709 (-4,3%) становника мање него 2000. године.
| Група             | 2000.          | 2010.          |
| Белци             | 15.625 (95,6%) | 14.696 (94,0%) |
| Афроамериканци    | 21 (0,1%)      | 39 (0,2%)      |
| Азијати           | 283 (1,7%)     | 392 (2,5%)     |
| Хиспаноамериканци | 71 (0,4%)      | 116 (0,7%)     |
| Укупно            | 16.338         | 15.629         |